# Бенавидес, Марко Мантова
Марко Мантова (Мантуя) Бенавидес (итал. Marco Mantova Benavides, лат. Marcus Mantua Benavidius; 25 ноября 1489, Падуя — 2 апреля 1582, там же) — итальянский гуманист, юрист, антиквар, педагог, переводчик и коллекционер.

## Биография

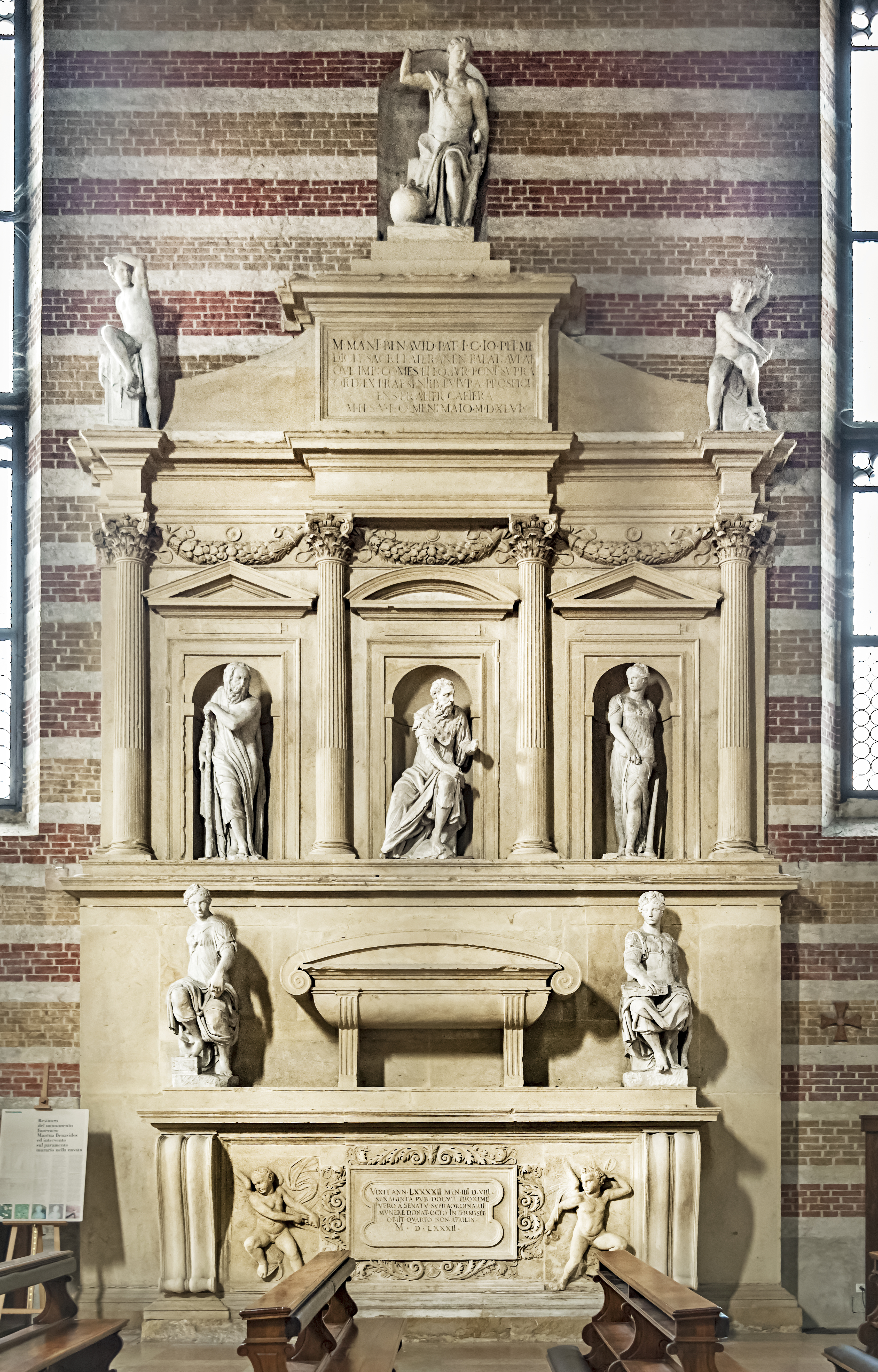
Мавзолей М. Бенавидеса в Падуанской церкви Эримитани

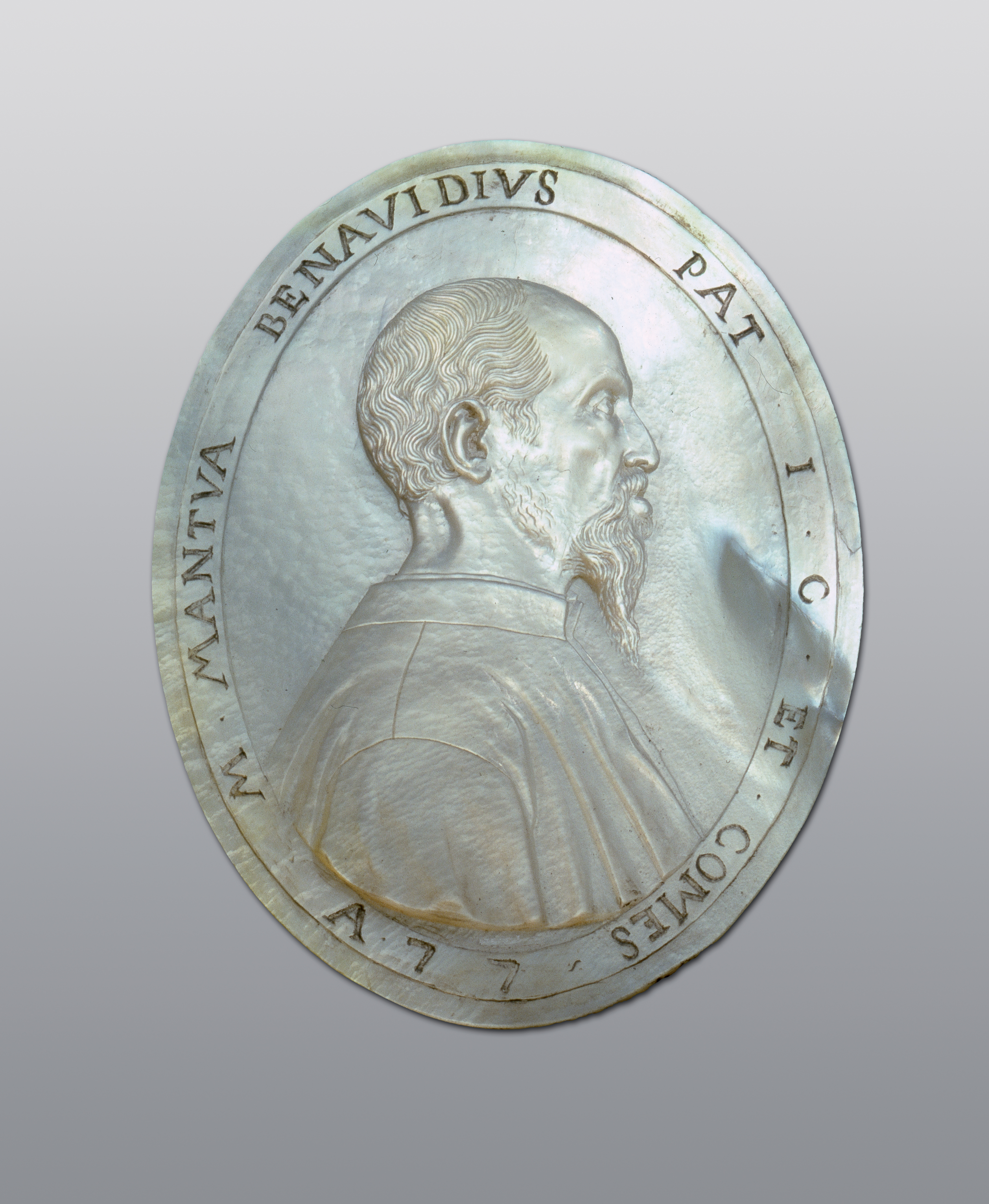

Испанского происхождения. Семья в своё время переехала в Падую из Мантуи, города, от названия которого он взял себе фамилию. Изучал право в Университете Падуи. После окончания университета с 1518 по 1564 год преподавал гражданское , каноническое и уголовное право в альма матер. Всю жизнь провёл в Падуе.
О его жизни известно мало. В переписке с Пьетро Аретино он писал, что заказал у Бартоломео Амманнати изготовить для себя надгробный памятник в церкви Эремитани.
Увлеченный искусством, тратил все свои заработки на коллекционирование старинных произведений искусства и документов.
Был соорганизатором и активным членом падуанской литературной академии  Accademia degli Infiammati, сотрудничал с основными интеллектуалами Падуи (Спероне Сперони , Пьетро Бембо, Луиджи Аламанни, Бенедетто Варки и др.).
Занимался переводами с итальянского на латинский язык произведений Ф. Петрарки, в том числе «Книгу песен».
Как юрист приобрёл большую известность. Был юрисконсультом нескольких Римских Пап и императоров Священной Римской империи Карла V и Фердинанда I.
Известный коллекционер. В его коллекции было более 50 античных ваз. Они были отождествлены по инвентарному списку, и оказалось, что все они были итальянского происхождения. Бенавидес владел также антиками, происходившими из Греции, в частности, алебастровой урной с надписью. Примечательно, что в коллекции Бенавидеса было два расписных кратера, изготовленных Никола далле Майокине в подражание античным.
Серьёзно занимался антикварианизмом.

## Избранные труды
- A Monsignore Messer Hercole Fregoso Nouella della eloquenza. Venezia, 1525.
- Apophthegmata Iuris. Marci de Mantua Bonauitis cognomento Patauini iurisconsulti Quibus addita est etiam Suasoria Polykarpos legis oppiae, ad compescendos mulierum luxus. Padova, 1540.
- Subtilissime et repetibilis L. Imperium. Digest. De iurisdictio. om. Iud. Non inutilis Commentariolus. Marci de Mantua Bonauitis cognomento Patauini Iuriscon. Venetijs : apud Aurelium Pincium Venetum mense aprili 1540.
- Subtilissimorum Quinimmo. I. iurisgentium, ac. Pactus ne peteret. nouus Marci de Mantua Bonauitis cognomento, Patauini iurisconsulti commentarius, Venetijs : in officina Aurelij Pincij Veneti, 1540 mense iulio.
- Marci Mantua Bonauitis, Patauini Iuriscon. Dialogus de concilio. Venetiis, 1541 mense mai.
- Marci Mantuae Boauiti Patauini iurisconsulti … Responsa, ac defensiones, nonnulle, cum ciuiles, tum crimales … Et eiusdem Authoris simil repertorio rerum principalium, atque materierum … Inter quae illud etiam quod, alias in causa diuorti pro … rege Angliae scripsit. , Venetiis, Apud Aurelium Pincium Venetum Impressa, 1543.
- Epitome virorum illustrium, Padova, Grazioso Percacino, 1555
- Illustrium iureconsultorum imagines quae inueniri potuerunt ad viuam effigiem expressae. Ex Musaeo Marci Mantuae Benauidij Patauini iureconsulti clarissimi. Romae : Ant. Lafrerij Sequani formis, 1566.

## Память
Одна из его статуй, работы скульптора Джованни Феррари, была воздвигнута на площади Прато-делла-Валле в Падуе по указанию курфюрста Саксонии Августа Сильного.